# هزاردره (سروستان)
هزاردره، روستایی از توابع بخش مرکزی شهرستان سروستان در استان فارس ایران است.

## جمعیت
این روستا در بخش کوهنجان شهرستان سروستان قرار دارد و براساس سرشماری مرکز آمار ایران در سال ۱۳۸۵، جمعیت آن ۱۵۲ نفر (۳۸خانوار) بوده‌است.